# 166e division d'infanterie (France)
La 166e division d'infanterie est une division d'infanterie de l'armée de terre française qui a participé à la Première Guerre mondiale.

## Les chefs de la166edivisiond'infanterie
- 23 décembre 1916 - 26 février 1919 : Général Cabaud

## Première Guerre mondiale
Constitution le 9 janvier 1917 à Igny-le-Jard.

### Composition
- Infanterie

171e Régiment d'Infanterie de janvier 1917 à novembre 1918
294e Régiment d'Infanterie de janvier à octobre 1918 (Dissolution)
19e Bataillon de Chasseurs à Pied de janvier 1917 à novembre 1918
26e Bataillon de Chasseurs à Pied de janvier 1917 à novembre 1918
17e Régiment de Tirailleurs de Marche d'octobre à novembre 1918
- Cavalerie

1 escadron du 12e régiment de chasseurs à cheval
- Artillerie

1 groupe de 75 du 34e régiment d'artillerie de campagne de janvier à juillet 1917
1 groupe de 75 du 46e régiment d'artillerie de campagne de janvier à juillet 1917
1 groupe de 75 du 6e régiment d'artillerie de campagne de janvier à juillet 1917
3 groupes de 75 du 234e régiment d'artillerie de campagne de juillet 1917 à novembre 1918
137e batterie de 58 du 39e régiment d'artillerie de janvier 1917 à janvier 1918
101e batterie de 58 du 234e régiment d'artillerie à partir de janvier 1918
8e groupe de 155c du 106e régiment d'artillerie lourde à partir de juillet 1918
- Génie

bataillon de pionnier issu du 28e régiment d'infanterie territoriale d'août à novembre 1918

### Historique

#### 1917
- 18 janvier – 20 mars : instruction dans la région de Château-Thierry, puis, à partir du 3 février, dans celle de Neuilly-Saint-Front.
- 20 mars – 7 avril : occupation d'un secteur vers Chavonne et Chivy, déplacé à gauche, le 23 mars, vers Moussy-sur-Aisne et Condé-sur-Aisne.
- 7 – 16 avril : Retrait du front ; repos vers Chacrise.
- 16 – 20 avril : Bataille du Chemin des Dames. Tenue prête, vers Soupir, à intervenir dans l'offensive en cours. Non engagée.
- 20 avril – 9 mai : occupation d'un secteur vers le Panthéon et l'Epine de Chevregny :

5 mai : attaque et progression vers la ferme de Bovettes (2e Bataille de l'Aisne).
- 9 – 20 mai : retrait du front ; repos vers Septmonts.
- 20 mai – 2 juin : mouvement vers le front, et, à partir du 21 mai, occupation d'un secteur vers l'Épine de Chevregny et le Panthéon :

25 mai : attaque allemande.
- 2 – 21 juin : retrait du front ; repos vers Villers-Hélon.
- 21 juin – 13 juillet : mouvement par étapes vers Oulchy-le-Château et Villers-Cotterêts. Embarquement, le 23, à destination de Luxeuil et de Plombières-les-Bains. À partir du 9 juillet, mouvement vers le front.
- 13 juillet 1917. – 23 janvier 1918 : occupation d'un secteur vers le col du Bonhomme et Provenchères-sur-Fave.

#### 1918
- 23 janvier – 26 mars : retrait du front ; mouvement par étapes vers le camp de Villersexel. À partir du 8 février, repos et instruction. À partir du 16 mars, transport par V.F. dans la région de Bruyères ; travaux.

25 mars : transport par V.F. dans la Somme.
- 26 mars – 11 avril : éléments engagés, dès leur débarquement, vers Grivesnes, dans la Bataille de l'Avre (2e bataille de Picardie) : résistance à l'offensive allemande. Au début d'avril, stabilisation du front et occupation d'un secteur vers Thory et le nord d'Ainval.
- 11 – 28 avril : retrait du front, puis, à partir du 14 avril, transport par V.F. dans la région de Bayon ; repos.

26 avril : mouvement vers Rosières-aux-Salines.
- 28 avril – 25 juin : occupation d'un secteur vers Emberménil et le Sânon.
- 25 juin – 7 juillet : retrait du front et mouvement vers Rosières-aux-Salines ; puis transport par V.F. dans la région de Neuilly-en-Thelle ; repos.
- 7 juillet – 8 août : mouvement vers le front et occupation d'un secteur vers Cantigny et Mesnil-Saint-Georges.
- 8 août – 10 septembre : engagée dans la 3e bataille de Picardie, jusqu'au 11 août, vers Grivesnes (du 11 au 23 août, en 2e ligne), à partir du 23 août, vers Beuvraignes, et les abords sud de Roye. À partir du 27 août, engagée dans la Poussée vers la position Hindenburg : combats sur le ruisseau des Trois Doms ; franchissement de l'Avre, du canal du Nord et du canal Crozat. Puis organisation des positions conquises, à l'est de Jussy.
- 10 septembre – 14 octobre : retrait du front ; repos vers Beuvraignes et Tilloloy. À partir du 20, mouvement vers Nesle et Béthencourt, puis en soutien vers le bois de Savy. À partir du 25, engagée, vers le bois de Savy, dans la Bataille de Saint-Quentin, en liaison avec l'armée britannique : prise de Francilly-Selency ; débordement de Saint-Quentin par le nord ; franchissement du canal de Saint-Quentin, et poursuite jusqu'à Montigny-en-Arrouaise.
- 14 – 31 octobre : retrait du front ; repos vers Saint-Quentin, puis vers Chaulnes.
- 31 octobre – 11 novembre : mouvement vers le front ; engagée dans la 2e bataille de Guise (4 – 5 novembre), puis dans la Poussée vers la Meuse : franchissement de l'Oise et poursuite jusqu'à la Capelle.

7 novembre : les parlementaires allemands sont reçus dans le secteur de la 166e DI, sur la route d'Haudroy à la Capelle. Poursuite vers Fourmies et jusqu'à Momignies, où la 166e DI se trouve lors de l'armistice.

#### Rattachements
- Affectation organique

Isolée : décembre 1916 - janvier 1917
6e corps d'armée à partir de juillet 1917
- 1re armée

25 mars – 14 avril 1918
4 juillet – 11 novembre 1918
- 3e armée

26 juin – 4 juillet 1918
- 5e armée

9 – 16 janvier 1917
- 6e armée

16 janvier – 21 juin 1917
- 7e armée

21 juin 1917 – 25 mars 1918
- 8e armée

14 avril – 26 juin 1918